# 판차야트

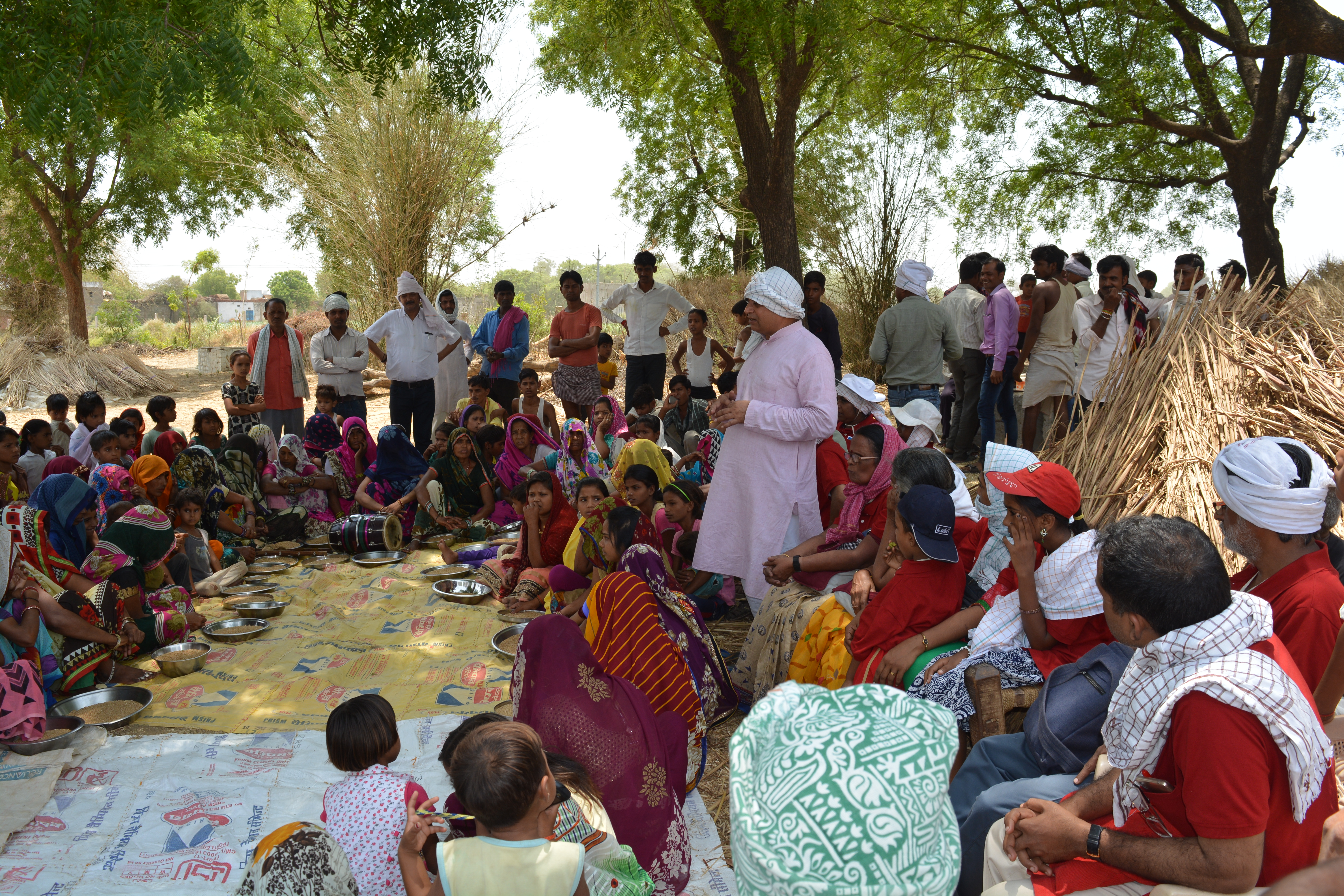
마디아프라데시의 어느 마을에서 판차야트 회의가 진행되고 있는 모습.

판차야트(힌디어: पंचायत) 또는 판차야티 라지(힌디어: पंचायती राज), 사미티(힌디어: समिति)는 인도 아대륙에서 유래한 정치 체제로, 주로 인도, 파키스탄, 방글라데시, 스리랑카, 그리고 네팔에서 발견된다.  판차야트는 인도 아대륙에서 지방 정부의 가장 오래된 체제들 중 하나이고, 역사적 언급은 서기 250년경까지 거슬러 올라간다. 라지라는 단어는 '통치'를 의미하고 판차야트는 '다섯'(panch)의 '의회'(ayat)를 의미한다. 전통적으로, 판차야트는 지역 사회에 의해 선택되고 받아들여진 현명하고 존경받는 원로들로 구성되었다. 이 의회들은 개인들과 마을들 사이의 분쟁을 해결했다. 그러나, 그러한 집회의 다양한 형태가 있었다.
판차야트의 지도자는 종종 선출되거나 일반적으로 인정되는 지위인 수장 무키야, 사르판치, 또는 프라단이라고 불렸다. 인도의 현대 판차야트 라지와 그것의 그람 판차야트들은 전통적인 시스템 또는 북인도의 일부에서 발견되는 헌법 외의 카스트 판차야트와 구별된다.
마하트마 간디는 인도 정치 시스템의 기초로서 판차야트 라지를 옹호했다. 그것은 각 마을이 그 자신의 일을 책임지는 분권화된 정부 형태였을 것이다. 그러한 비전에 대한 용어는 그람 스와라지("마을 자치")였다. 인도가 고도로 중앙집권화된 정부 시스템을 개발했지만, 이것은 선출된 그람 판차야트들에게 권한을 부여하면서 지역 수준에 대한 여러 행정 기능의 위임에 의해 조정되었다.
1959년 10월 2일, 자와할랄 네루는 나가우르에서 판차야트를 발족시켰다. 그날은 마하트마 간디의 생일을 기념하여 선택된 날이었다. 간디는 판차야티 라지를 통해 그람 스와라지를 원했다.  1992년 제도는 수정되었다.

## 역사

### 고대
힌두교 문헌인 리그베다(1700 BCE)는 사바라고 불리는 자치 마을 기구들이 존재했음을 시사하는 증거를 제공한다. 시간이 지남에 따라 이 기구들은 판차야트(5인 협의회)가 되었다. 판차야트는 거의 모든 마을에서 풀뿌리 통치의 기능적인 기관이었다. 마을 판차야트 또는 선출된 협의회는 행정부와 사법부 둘 다 더 큰 규모를 가졌다. 이 판차야트에 의해 토지가 분배되었는데, 이들은 또한 생산물로부터 세금을 징수하고 마을을 대신하여 정부의 몫을 지불했다. 이러한 마을 협의회들 중 다수 위에는 필요하다면 감독하고 개입하는 더 큰 판차야트 또는 협의회가 있었다. 중세의 무굴 통치하의 카스트주의와 봉건적 통치 체제는 마을의 자치를 천천히 잠식했다. 통치자와 국민 사이에 새로운 계급의 봉건 영주들과 수익 수집가들(자민다르)이 출현했다. 그리고 그렇게 마을들에서 자치의 정체와 쇠퇴가 시작되었다.
첸나이에서 서쪽으로 약 85킬로미터(53마일) 떨어진 타밀나두 마을 우티라메루르의 사원 벽에 중세 남인도 마을위원회가 어떻게 기능했는지에 대한 자세한 설명이 새겨져 있다. 30명의 위원들이 추첨을 통해 뽑혔는데, 이는 일종의 분류였다. 남자들은 인품이 좋고, 토지 소유와 힌두교 경전에 대한 지식에 기초한 일련의 요구사항들을 충족시켰다면 선발 자격이 주어졌다. 그리고 나서 이들은 관개 공사와 정원 그리고 그 밖의 문제들을 담당하는 여러 위원회들로 배정되었다.

### 근대
인도가 영국의 식민지가 된 영국령 인도 제국 시대 말기에 활동한 인도의 독립운동가인 마하트마 간디는 각 마을에 판차야트를 설치함으로서 자치적으로 행정 업무를 담당하는 분산된 정부 체제인 스와라지가 실시되어야 한다고 주장하였다.

### 현대
판차야트 라지는 다양한 단계를 거쳐야 했다. 1차 5개년 계획은 계획 수립 실행과 모니터링을 포함하는 계획 과정에 사람들의 적극적인 참여와 참여를 이끌어내는 데 실패했다. 2차 5개년 계획은 그 지역의 마을 판차야트의 지명된 대표자들과 협동조합과 같은 다른 인기 있는 단체들에 더하여 블록 개발 책임자, 보조 개발 책임자, 마을 레벨 일꾼들의 기관을 통해 시골 지역 전체를 국가 종합 서비스 블록으로 다루려고 시도했다. 그러나 그 계획은 만족스럽게 지방 분권을 달성하는 데 실패했다. 따라서 위원회는 지방 분권의 다양한 측면에 대해 중앙에 조언하기 위해 다양한 당국에 의해 구성되었다.
적어도 부분적으로 풀뿌리 단계의 사람들의 직접적인 정치 참여라는 간디의 목표를 제공하기 위해 1957년 국가발전위원회는 발완트 라이 메타(Balwant Rai Mehta) 산하의 위원회를 임명하였으며, 1958년 보고서를 제출하여 구 단위의 질라 파리사드(Zila Parisad), 블록 단위의 판차야트 사미티(Panchayat Samiti), 마을 단위의 그람 판차야트(Gram Panchayat)로 구성된 3단 구조를 제안하였다.
인도 판차야트 제도의 다음 주요 변화는 1992년 판차야티 라자 법(73차 수정헌법)의 통과 형태로 나타났다. 이 법의 핵심 동기는 마을의 요구를 파악하고 대응하기 위해 중앙에서 임명된 관료보다 지방 정부가 더 나은 위치에 있을 수 있다는 믿음이었다. 따라서 이 법은 인도가 지방분권을 향해 나아가는 데 중요한 부분을 차지했다.
이 법의 주요 특징은 다음과 같다: (a) 인구가 20락 이상인 모든 주에 대한 판차야티 라지의 3단계 시스템; (b) 판차야트는 5년마다 정기적으로 선거를 실시하고, (c) 지정 카스트, 지정 부족 및 여성(석의 1/3 이상)의 좌석을 예약하고, (d) 판차야트의 재정력에 관한 권고를 하기 위해 국가 재정 위원회를 임명한다. 따라서 이론적으로 판차야트는 자치 통치 기관으로서 기능하고 사회 정의를 도울 수 있는 충분한 권한을 부여받았다.
이 개정안은 몇 가지 긍정적인 효과를 낳았는데, 그 중 일부는 위에서 열거한 바 있다. 그러나 그람 사브가 판차야트 법에서 구상한 것처럼 판차야트의 기능에 대한 더 많은 사람들의 참여와 투명성을 보장할 수 있는 충분한 권한과 강화를 받지 못했다는 점도 잠재적으로 원인으로 작용할 수 있다.

## 종류

### 주단위
- 질라 판차야트

### 도시단위
- 판차야트 사미티

### 촌락단위
- 그람 판차야트

## 참고 자료
- Rajiv Balakrishnan, 편집. (2007), 《Participatory Pathways: People's Participation in Development Initiatives》, Pearson Education India, ISBN 978-81-317-0034-1